# 구이원보
구이원보(중국어: 桂文波, 병음: Gui Wenbo, 한자음: 계문파, 1991년 9월 23일 ~ )는 중화인민공화국의 바둑 기사이다. 후베이성 우한시 출신으로 중국기원 소속의 4단이다.

## 경력
후베이성 우한시에서 태어났다. 우자오이 도장에서 바둑을 공부했고 2003년에 프로바둑에 입단했다. 2009년 창기배 예선에 진출하여 장츠에게 이겼지만 중원징에게 져서 탈락했고 제11회 아함동산배에서는 궈원차오와 왕야오에게는 승리는 거뒀지만 류스전에게 패배하여 본선 진출에 실패했다. 2009년에 4단으로 승단했다. 2012년 제1회 바이링배 예선에서는 뉴위톈에게 져서, 2015년 제2회 몽백합배 세계 바둑 오픈전 예선에서는 천원정에게 이기고 왕레이에게 져서 탈락했다.
2016년 제3회 바이링배 예선과 제1회 신아오배 세계바둑오픈 예선에서도 바이바오샹과 누마다테 사키야에게 져서 본선 진출에 실패했다. 2019년 제4회 몽백합배에서도 후와오화에게 져서 탈락했다.